# WTA 125K versenysorozat
A WTA 125K versenysorozat (eredeti elnevezése WTA 125K series, rövidítve WTA 125s) a WTA által szervezett nemzetközi tenisztorna profi női teniszezők számára. A versenysorozatot 2012-ben indították. Helyenként "Challenger tornának" is nevezik, a férfiak "ATP Challenger series" tornáinak analógiájára.
A versenysorozat a WTA Tour tornái utáni második szintű tornákat foglalja magába, annál alacsonyabb díjazással és ranglistaponttal, de magasabb díjazású, mint az ITF által szervezett tornák. A WTA 125K tornákat az élmezőnytől némileg alacsonyabban rangsorolt és feltörekvő versenyzők számára rendezik, hogy további lehetőségeket kapjanak a versenyzésre és pénzdíjakra. Ezeken a tornákon olyan játékosok indulnak, akik a WTA Tour versenyek főtábláin vagy kvalifikációjában jogosultak már indulni, de még nincsenek a világranglista élmezőnyében. A WTA 125K tornákon elért eredmények, az azokon szerzett pontok beleszámítanak az éves pontversenybe, de az ezeken a tornákon elért győzelmeket nem számítják be a WTA-tornagyőzelmek közé.
A 2012-es első évben két tornát szerveztek, később ez fokozatosan bővült, 2018-ban már kilenc WTA 125K tornán indulhattak a versenyzők.

## A díjazás
A WTA 125K tornák díjazása 125−150 ezer dollár közötti, és a rendezők a résztvevők számára teljes ellátást (szállást, étkezést) biztosítanak. E pénzdíjak meghaladják az ITF legfeljebb 100 000 dolláros tornáinak díjazását. A tornagyőzelemért 160 pont jár, amely valamivel több, mint a 100 000 dolláros ITF-tornák után járó 150 pont.

## Rekordok

### Legtöbb tornagyőzelem
|    | Egyéni                    | # |
| -- | ------------------------- | - |
| 1. | Jekatyerina Alekszandrova | 3 |
| 1. | Cseng Szaj-szaj           | 3 |
| 3. | Belinda Bencic            | 2 |
| 3. | Madison Brengle           | 2 |
| 3. | Vitalija Gyjacsenko       | 2 |
| 3. | Doi Miszaki               | 2 |
| 3. | Viktorija Golubic         | 2 |
| 3. | Luksika Kumkhum           | 2 |
| 3. | Nuria Párrizas Díaz       | 2 |
| 3. | Csang Suaj                | 2 |
| 3. | Peng Suaj                 | 2 |
| 3. | Tamara Zidanšek           | 2 |

|    | Páros                  | # |
| -- | ---------------------- | - |
| 1. | Vang Ja-fan            | 4 |
| 1. | Veronyika Kugyermetova | 4 |
| 3. | Irina Bara             | 3 |
| 3. | Csuang Csia-zsung      | 3 |
| 3. | Ekaterine Gorgodze     | 3 |
| 3. | Doi Miszaki            | 3 |
| 3. | Mandy Minella          | 3 |
| 3. | Cseng Szaj-szaj        | 3 |
| 3. | Renata Voráčová        | 3 |

### A legtöbb döntőben szerepeltek
|    | Egyéni                    | # |
| -- | ------------------------- | - |
| 1. | Csang Suaj                | 5 |
| 1. | Cseng Szaj-szaj           | 5 |
| 3. | Doi Miszaki               | 4 |
| 4. | Csang Kaj-csen            | 3 |
| 4. | Jekatyerina Alekszandrova | 3 |
| 4. | Peng Suaj                 | 3 |
| 4. | Arantxa Rus               | 3 |

|    | Páros               | # |
| -- | ------------------- | - |
| 1. | Okszana Kalasnikova | 6 |
| 1. | Renata Voráčová     | 6 |
| 3. | Csuang Csia-zsung   | 5 |
| 3. | Han Hszin-jün       | 5 |
| 3. | Hozumi Eri          | 5 |
| 3. | Dalila Jakupović    | 5 |
| 3. | Asia Muhammad       | 5 |
| 3. | Vang Ja-fan         | 5 |

## Szezonok
- 2012-es WTA 125K versenysorozat
- 2013-as WTA 125K versenysorozat
- 2014-es WTA 125K versenysorozat
- 2015-ös WTA 125K versenysorozat
- 2016-os WTA 125K versenysorozat
- 2017-es WTA 125K versenysorozat
- 2018-as WTA 125K versenysorozat
- 2019-es WTA 125K versenysorozat
- 2020-as WTA 125K versenysorozat
- 2021-es WTA 125K versenysorozat
- 2022-es WTA 125K versenysorozat
- 2023-as WTA 125K versenysorozat